# Ammeville
Ammeville is een plaats en voormalige gemeente in het Franse departement Calvados in de regio Normandië.

## Geschiedenis
In de 12de eeuw werd de plaats vermeld als Almovilla.
Op het eind van het ancien régime werd Ammeville een gemeente. In 1833 werd buurgemeente Abbeville bij de gemeente Vaudeloges gevoegd, maar een deel van het grondgebied van Abbeville werd bij Ammeville gevoegd.
In 1973 werd Ammeville met negen andere gemeenten samengevoegd in de nieuwe gemeente L'Oudon in een zogenaamde "fusion association".
Deze gemeente maakte deel uit van het kanton Saint-Pierre-sur-Dives tot dit op 22 maart 2015 werd opgeheven en de gemeenten werden opgenomen in het kanton Livarot. Op 1 januari 2017 fuseerde de gemeente met overige gemeenten van het voormalige kanton tot de commune nouvelle Saint-Pierre-en-Auge. Hierbij verloor Ammeville de status van commune associée.

## Bezienswaardigheden
- De Église Sainte-Honorine

Lijst van Franse gemeenten · Arrondissement Lisieux · Calvados · Normandië